# Kakau
Kakau is een plaats en voormalige gemeente in de Duitse deelstaat Saksen-Anhalt en maakt deel uit van de gemeente Oranienbaum-Wörlitz in de Landkreis Wittenberg.
Stresow telt 595 inwoners.